# Kumple od kufla
Kumple od kufla (ang. Drinking Buddies) – amerykański film fabularny z 2013 roku w reżyserii Joego Swanberga, wyprodukowany przez wytwórnię Magnolia Pictures. Główne role w filmie zagrali Olivia Wilde, Jake Johnson, Anna Kendrick i Ron Livingston.
Premiera filmu odbyła się 13 marca 2013 podczas festiwalu filmowego South by Southwest. Pięć miesięcy później, 23 sierpnia, obraz trafił do kin na terenie Stanów Zjednoczonych.

## Fabuła
Akcja filmu rozgrywa się w Chicago. Pracujący w browarze Luke i Kate (Olivia Wilde) całymi dniami flirtują ze sobą przy ulubionym piwie, mimo że oboje od lat mają stałych partnerów. Z czasem uświadamiają sobie, jak cienka granica dzieli przyjaźń i miłość. Ich relacje z osobami, z którymi pozostają w związkach, bardzo się komplikują.

## Obsada
- Olivia Wilde jako Kate
- Anna Kendrick jako Jill
- Jake Johnson jako Luke
- Ron Livingston jako Chris
- Ti West jako Dave

## Produkcja
Zdjęcia do filmu zrealizowano w Chicago (Illinois) oraz nad jeziorem Michigan.

## Odbiór

### Krytyka
Film Kumple od kufla spotkał się z pozytywną reakcją krytyków. W serwisie Rotten Tomatoes 83% ze stu piętnastu recenzji filmu jest pozytywna (średnia ocen wyniosła 6,9 na 10). Na portalu Metacritic średnia ocen z 32 recenzji wyniosła 71 punktów na 100.